# Cabin Fever (saga)
Cabin Fever es una serie de películas de terror estadounidense que consta cuatro entregas de género slasher. La primera cinta Cabin Fever de 2002, fue dirigida por Eli Roth y escrita por Randy Pearlstein. La película está basada en la propia experiencia de Roth, que contrajo una extraña infección cutánea durante un período en el que trabajaba en Islandia. Después del estreno de la película fue seguida por una secuela, una precuela y un remake. También hubo diversos libros y episodios con diferentes series de televisión con el mismo título.

## Películas
| Películas                   | Año  | Director       | Guionista                                 |
| --------------------------- | ---- | -------------- | ----------------------------------------- |
| Cabin Fever                 | 2002 | Eli Roth       | Randy Pearlstein                          |
| Cabin Fever 2: Spring Fever | 2009 | Ti West        | Randy Pearlstein, Joshua Malkin y Ti West |
| Cabin Fever: Patient Zero   | 2014 | Kaare Andrews  | Jake Wade Wall                            |
| Cabin Fever                 | 2016 | Travis Zariwny | Eli Roth y Randy Pearlstein               |

## Cabin Fever (2002)
Cinco adolescentes: Paul, Karen, Bert, Marcy y Jeff van de vacaciones de primavera, donde alquilan una cabaña para pasar unos días. Bert va al bosque a cazar ardillas con una escopeta, pero se encuentra con un hombre enfermo e infectado; por miedo le dispara accidentalmente. En la noche, el grupo se encuentra al infectado que intenta robarle su camioneta, pero Paul le enciende fuego por accidente donde corre hacia el bosque hasta llegar a un suministro de agua. Al día siguiente, Karen toma agua contaminada del grifo y se contagia, el resto de grupo deberá buscar la forma para sobrevivir y no ser contagiados.

## Cabin Fever 2: Spring Fever (2009)
Después de los sucesos de la película anterior, el cuerpo de Paul (quién logró sobrevivir el primera película) quedó conectado a una compañía de aguas embotelladas, donde todo ha sido infectado por el virus. Paul corre hacia el bosque para pedir ayuda, pero es atropellado por un autobús escolar. John, un estudiante de secundaria va a  una fiesta con Cassie. Pronto, el virus se extenderá por toda la secundaria, donde todos los estudiantes serán infectados en el "Baile de Graduación", mientras que John y Cassie tratan de escapar del virus y de un grupo de soldados de la CCD.

## Cabin Fever: Patient Zero (2014)
Se basa tiempo antes de los sucesos de la primera película. Un grupo de chicos: Marcus, Dobs, Josh y Penny alquilan un yate para ir a una isla y tener una despedida de soltero. Josh y Penny se contagian por un virus desconocido. Marcus y Dops encuentran un búnker que en realidad es un laboratorio en medio del bosque, donde serán atacados por personas infectadas y mutantes. Buscarán la forma de sobrevivir y escapar de la isla con la Dra. Camila.

## Cabin Fever (2016)
Es una nueva versión de la original. Su trama es similar a la primera (grupo de amigos, vacaciones, infección, luchando por sobrevivir y masacre).

## Proyecto cancelado

### Secuela cancelada de Cabin Fever: Patient Zero
Se planeó filmar una cuarta entrada de la serie, titulada Cabin Fever: Outbreak de forma consecutiva con Patient Zero pero fue descartada.

## Novelas
- Cabin Fever, una novela de 1918 de BM Bower.
- Cabin Fever, una novela de 1990 de Elizabeth Jolley.
- Diario de un niño Wimpy: Cabin Fever, una novela gráfica de Jeff Kinney.

## Episodios de televisión
- La serie Lost tiene un episodio con el mismo título de la película Cabin Fever (Lost). Sin embargo, este episodio no se trata de infección y de terror, sino de un hombre llamado 'Locke que encuentra la ubicación de la cabaña de Jacob. La vida en el barco carguero se torna muy peligrosa.

- En la serie NCIS, hay un episodio con el mismo título Cabin Fever. Trama: Gibbs sospecha de su rival cuando una explosión estremece la cima en terror; Gibbs intenta ayudar a Fornell después del asesinato de su esposa.

- En la serie Sonic Boom, también hay otro episodio con el mismo título. La pandilla decide esperar a que pase la tormenta en la casa de Amy. Las cosas se salen de control cuando descubren una obra de Amy en la que retrata a sus amigos.